# Sala Bikini
La Sala Bikini, avui una discoteca, va obrir el 1953 com a sala de ball amb terrassa i minigolf. Es va convertir en un lloc famós de trobada on es podia jugar, escoltar música i menjar. El sandvitx de la casa va acabar prenent el nom del local, el biquini, estès a tot Catalunya i Andorra.